# Jambville
Jambville est une commune française située dans le département des Yvelines en région Île-de-France.
Ses habitants sont appelés les Jambvillois.

## Géographie

Jambville, à l'extrême nord des Yvelines.

### Description
Jambville est une petite commune rurale située dans le nord du département des Yvelines et dans le sud du Vexin français, à la limite du Val-d'Oise, à 5 km environ au nord-est de Mantes-la-Jolie, à  8 km au nord-ouest de Meulan-en-Yvelines et à 40 km environ au nord-ouest de Versailles, .
Jambville se trouve dans le périmètre du Parc naturel régional du Vexin français.
À l'écart des grands axes, la commune est reliée par des routes départementales aux communes voisines.

### Communes limitrophes
Les communes limitrophes sont Frémainville au nord et Seraincourt à l'est (toutes deux communes du Val-d'Oise), Oinville-sur-Montcient au sud, Montalet-le-Bois et Lainville-en-Vexin à l'ouest.

### Hydrographie
Jambville appartient au bassin versant de la Seine.
Le territoire communal est drainé par deux ruisseaux. La Bernon, longue de sept kilomètres environ, affluent de la Montcient, petite rivière qui se jette dans la Seine à Meulan, traverse la partie sud de la commune d'ouest en est. Le ru de l'Eau Brillante, long de cinq kilomètres environ, affluent de la Bernon qu'il rejoint à Seraincourt, suit la limite intercommunale avec Frémainville, dans la partie nord de la commune.

### Climat
Pour des articles plus généraux, voir Climat de l'Île-de-France et Climat des Yvelines.
En 2010, le climat de la commune est de type climat océanique dégradé des plaines du Centre et du Nord, selon une étude du CNRS s'appuyant sur une série de données couvrant la période 1971-2000. En 2020, Météo-France publie une typologie des climats de la France métropolitaine dans laquelle la commune est exposée à un climat océanique et est dans la région climatique Sud-ouest du bassin Parisien, caractérisée par une faible pluviométrie, notamment au printemps (120 à 150 mm) et un hiver froid (3,5 °C).
Pour la période 1971-2000, la température annuelle moyenne est de 10,7 °C, avec une amplitude thermique annuelle de 14,5 °C. Le cumul annuel moyen de précipitations est de 678 mm, avec 10,9 jours de précipitations en janvier et 7,8 jours en juillet. Pour la période 1991-2020, la température moyenne annuelle observée sur la station météorologique la plus proche, située sur la commune de Boissy-l'Aillerie à 13 km à vol d'oiseau, est de 11,2 °C et le cumul annuel moyen de précipitations est de 635,8 mm,. Pour l'avenir, les paramètres climatiques de la commune estimés pour 2050 selon différents scénarios d'émission de gaz à effet de serre sont consultables sur un site dédié publié par Météo-France en novembre 2022.

## Urbanisme

### Typologie
Au 1er janvier 2024, Jambville est catégorisée bourg rural, selon la nouvelle grille communale de densité à sept niveaux définie par l'Insee en 2022.
Elle est située hors unité urbaine. Par ailleurs la commune fait partie de l'aire d'attraction de Paris, dont elle est une commune de la couronne,. Cette aire regroupe 1 929 communes,.

### Occupation des solssimplifiée
Le territoire de la commune se compose en 2017 de 84,46 % d'espaces agricoles, forestiers et naturels, 6,41 % d'espaces ouverts artificialisés et 9,12  % d'espaces construits artificialisés.

### Lieux-dits, hameaux et écarts
Outre le bourg principal implanté sur une hauteur, la commune comprend plusieurs hameaux écartés : le Bout Guyoull, le Bout d'en Haut, les Noquets et Damply.

### Habitat et logement
En 2018, le nombre total de logements dans la commune était de 331, alors qu'il était de 312 en 2013 et de 298 en 2008.
Parmi ces logements, 88,4 % étaient des résidences principales, 4,5 % des résidences secondaires et 7,1 % des logements vacants. Ces logements étaient pour 93,4 % d'entre eux des maisons individuelles et pour 6 % des appartements.
Le tableau ci-dessous présente la typologie des logements à Jambville en 2018 en comparaison avec celle des Yvelines et de la France entière. Une caractéristique marquante du parc de logements est ainsi une proportion de résidences secondaires et logements occasionnels (4,5 %) supérieure à celle du département (2,6 %) et à celle de la France entière (9,7 %). Concernant le statut d'occupation de ces logements, 87,8 % des habitants de la commune sont propriétaires de leur logement (87,1 % en 2013), contre 58,6 % pour les Yvelines et 57,5 pour la France entière.
| Typologie                                               | Jambville | Yvelines | France entière |
| ------------------------------------------------------- | --------- | -------- | -------------- |
| Résidences principales (en %)                           | 88,4      | 91,1     | 82,1           |
| Résidences secondaires et logements occasionnels (en %) | 4,5       | 2,6      | 9,7            |
| Logements vacants (en %)                                | 7,1       | 6,3      | 8,2            |

## Toponymie
Le nom de la localité est attesté sous les formes Iambevilla en 1249, Jambleville en 1874.
« Jambville » appelée dans les chartes du moyen âge Jambeville et Jameville, signifie peut être la « Villa de James » (Jacobi Villa). « Villa de Jacques ou Jacob », forme anglicisée en James, dans le courant de la mode, au XVIIIe siècle. « Jambville » est formé sur le nom de personne Jean, ou similaire à l'appellatif des communes de (Calvados, Oise, Eure-et-Loir) ou moins probablement sur d'un nom de personne d'origine germanique Gammo et sur l'appellatif villa.
Le château étant propriété des Scouts et Guides de France depuis 1952, il serait tentant, mais sans fondement, de rapprocher ce toponyme du mot Jamboree, terme forgé par le fondateur du scoutisme Robert Baden-Powell à partir du mot swahili « Jambo », « Salut » et désignant un rassemblement de scouts.

## Histoire
Le fief de Jambville dépendait sous l'ancien régime de la seigneurie de Mézy-sur-Seine.

## Politique et administration

### Rattachements administratifs et électoraux

#### Rattachements administratifs
Antérieurement à la loi du 10 juillet 1964, la commune faisait partie du département de Seine-et-Oise. La réorganisation de la région parisienne en 1964 fit que la commune appartient désormais au département des Yvelines à son arrondissement de Mantes-la-Jolie après un transfert administratif effectif au 1er janvier 1968.
Elle est incluse dans le territoire de l'Opération d'intérêt national Seine-Aval
Elle faisait partie depuis 1801 du canton de Limay de Seine-et-Oise puis des Yvelines. Dans le cadre du redécoupage cantonal de 2014 en France, cette circonscription administrative territoriale a disparu, et le canton n'est plus qu'une circonscription électorale.
Sur le plan judiciaire, Jambville fait partie de la juridiction d’instance de Mantes-la-Jolie et, comme toutes les communes des Yvelines, dépend du tribunal de grande instance ainsi que de tribunal de commerce sis à Versailles,.

#### Rattachements électoraux
Pour les élections départementales, la commune est membre depuis 2014 d'un nouveau canton de Limay
Pour l'élection des députés, elle fait partie de la huitième circonscription des Yvelines.

### Intercommunalité
Jambville était membre de la communauté d'agglomération Seine et Vexin, un établissement public de coopération intercommunale (EPCI) à fiscalité propre créé en 2004 et auquel la commune avait transféré un certain nombre de ses compétences, dans les conditions déterminées par le code général des collectivités territoriales.
Dans le cadre des dispositions de la  loi de modernisation de l'action publique territoriale et d'affirmation des métropoles (loi MAPAM), qui créait la Métropole du Grand Paris et organisait la structuration d'intercommunalités de taille importante en seconde couronne parisienne, cette intercommunalité a fusionné avec ses voisines pour former, le 1er janvier 2016, la communauté urbaine Grand Paris Seine et Oise dont est désormais membre la commune.

### Liste des maires
| Période        | Période                       | Identité                       | Étiquette | Qualité                        |
| -------------- | ----------------------------- | ------------------------------ | --------- | ------------------------------ |
| 1792           | 1800                          | Nicolas Jean                   |           |                                |
| 1800           | 1811                          | Jean François Thomas           |           | Maire provisoire               |
| 1811           | 1835                          | Adolphe Antoine Thomas         |           | Baron de Maussion              |
| 1835           | 1839                          | Joseph Marie Bourienne         |           |                                |
| 1839           | 1846                          | Philippe Marie Valentin Auger  |           |                                |
| 1846           | 1850                          | François Thomas Vaudran        |           |                                |
| 1850           | 1865                          | François Bouillette            |           |                                |
| 1866           | 1869                          | Eugène Isidore Letourneur      |           |                                |
| 1871           | 1874                          | Charles François Thomas        |           |                                |
| 1874           | 1877                          | Jacques Augustin Dubois        |           |                                |
| 1877           | 1888                          | François Thomas Vaudran        |           |                                |
| 1889           | 1892                          | Adolphe Arsène Bertrand        |           |                                |
| 1893           | 1925                          | Charles Xavier Joye            |           |                                |
| 1925           | 1929                          | Eugène François Alexandre Joye |           |                                |
| 1929           | 1940                          | André Manassé                  |           |                                |
| 1940           | 1947                          | Léon Royer                     |           |                                |
| 1947           | 1971                          | Albert Sauret                  |           |                                |
| 1971           | 1983                          | Marcel Cordonnier              |           |                                |
| 1983           | 1995                          | Lucien Galandrin               |           |                                |
| 1995           | 2001                          | Anny Multon                    |           |                                |
| 2001           | septembre 2014                | Bruno Marchay                  | SE        | Démissionnaire                 |
| septembre 2014 | En cours (au 2 décembre 2021) | Jean-Marie Ripart              |           | Réélu pour le mandat 2020-2026 |

## Population et société

### Démographie

#### Évolution démographique
L'évolution du nombre d'habitants est connue à travers les recensements de la population effectués dans la commune depuis 1793. Pour les communes de moins de 10 000 habitants, une enquête de recensement portant sur toute la population est réalisée tous les cinq ans, les populations de référence des années intermédiaires étant quant à elles estimées par interpolation ou extrapolation. Pour la commune, le premier recensement exhaustif entrant dans le cadre du nouveau dispositif a été réalisé en 2004.

En 2022, la commune comptait 777 habitants, en évolution de −9,02 % par rapport à 2016 (Yvelines : +2,72 %, France hors Mayotte : +2,11 %).
| 1793 | 1800 | 1806 | 1821 | 1831 | 1836 | 1841 | 1846 | 1851 |
| ---- | ---- | ---- | ---- | ---- | ---- | ---- | ---- | ---- |
| 432  | 397  | 412  | 389  | 374  | 357  | 348  | 308  | 323  |

| 1856 | 1861 | 1866 | 1872 | 1876 | 1881 | 1886 | 1891 | 1896 |
| ---- | ---- | ---- | ---- | ---- | ---- | ---- | ---- | ---- |
| 292  | 282  | 268  | 244  | 244  | 234  | 256  | 276  | 280  |

| 1901 | 1906 | 1911 | 1921 | 1926 | 1931 | 1936 | 1946 | 1954 |
| ---- | ---- | ---- | ---- | ---- | ---- | ---- | ---- | ---- |
| 292  | 232  | 234  | 203  | 212  | 252  | 314  | 282  | 281  |

| 1962 | 1968 | 1975 | 1982 | 1990 | 1999 | 2004 | 2006 | 2009 |
| ---- | ---- | ---- | ---- | ---- | ---- | ---- | ---- | ---- |
| 284  | 295  | 406  | 438  | 586  | 623  | 721  | 754  | 800  |

| 2014 | 2019 | 2022 | - | - | - | - | - | - |
| ---- | ---- | ---- | - | - | - | - | - | - |
| 843  | 796  | 777  | - | - | - | - | - | - |

#### Pyramide des âges
En 2018, le taux de personnes d'un âge inférieur à 30 ans s'élève à 39,7 %, soit au-dessus de la moyenne départementale (38,0 %). À l'inverse, le taux de personnes d'âge supérieur à 60 ans est de 20,5 % la même année, alors qu'il est de 21,7 % au niveau départemental.
En 2018, la commune comptait 412 hommes pour 403 femmes, soit un taux de 50,55 % d'hommes, légèrement supérieur au taux départemental (48,68 %).
Les pyramides des âges de la commune et du département s'établissent comme suit.
| Hommes | Classe d’âge | Femmes |
| ------ | ------------ | ------ |
| 0,2    | 90 ou +      | 0,3    |
| 6,5    | 75-89 ans    | 6,3    |
| 13,9   | 60-74 ans    | 13,7   |
| 25,8   | 45-59 ans    | 23,6   |
| 13,4   | 30-44 ans    | 16,8   |
| 17,4   | 15-29 ans    | 15,1   |
| 22,7   | 0-14 ans     | 24,3   |

| Hommes | Classe d’âge | Femmes |
| ------ | ------------ | ------ |
| 0,6    | 90 ou +      | 1,4    |
| 6      | 75-89 ans    | 7,8    |
| 13,5   | 60-74 ans    | 14,8   |
| 20,7   | 45-59 ans    | 20,1   |
| 19,6   | 30-44 ans    | 19,9   |
| 18,5   | 15-29 ans    | 16,8   |
| 21,2   | 0-14 ans     | 19,2   |

### Manifestations culturelles et festivités
Le château de Jambville, propriété de l’association des Scouts et Guides de France, accueille son centre national de formation, et certaines de ses initiatives, comme les 10 000 jeunes du Frat ou les jamborees des Scouts et Guides de France.

## Économie
- Agriculture.
- Centre national de formation des Scouts et Guides de France.

## Culture locale et patrimoine

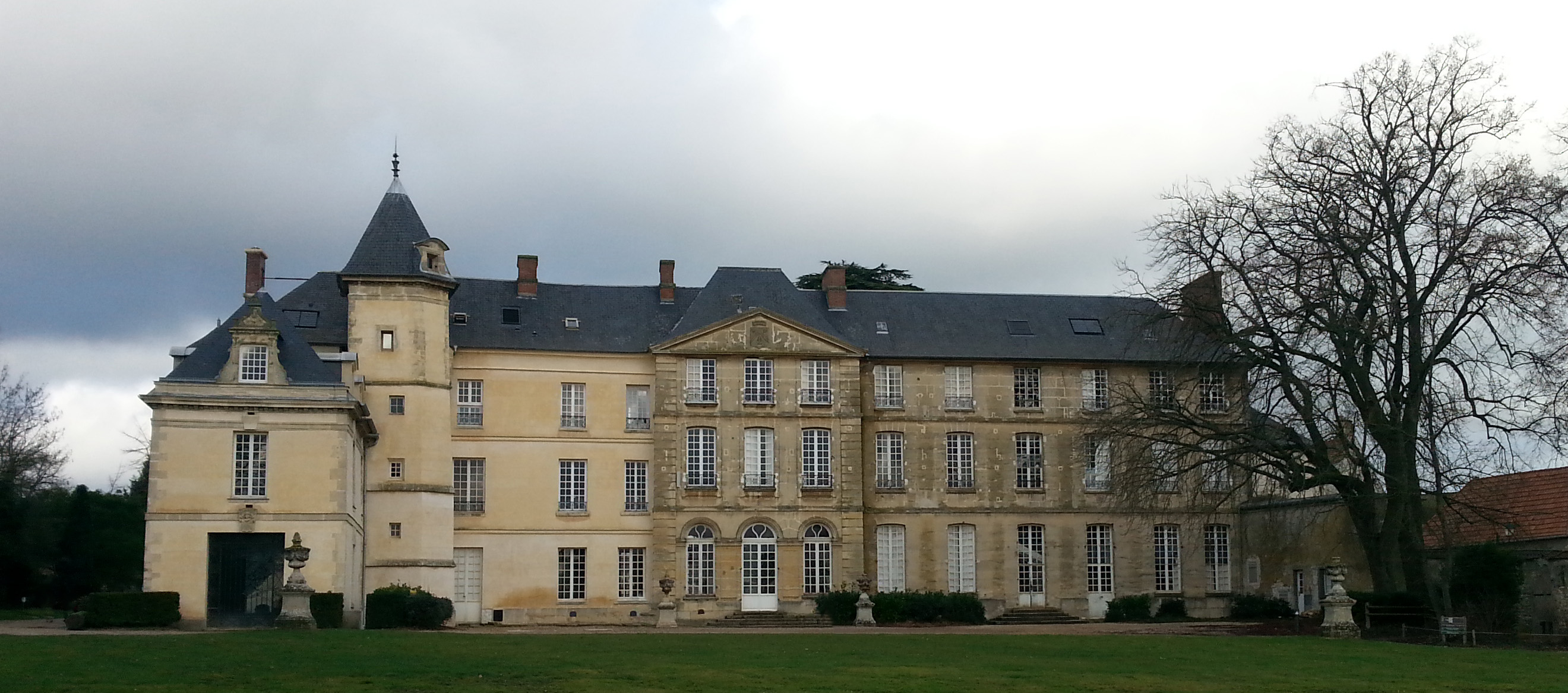
Le château de Jambville en 2014.

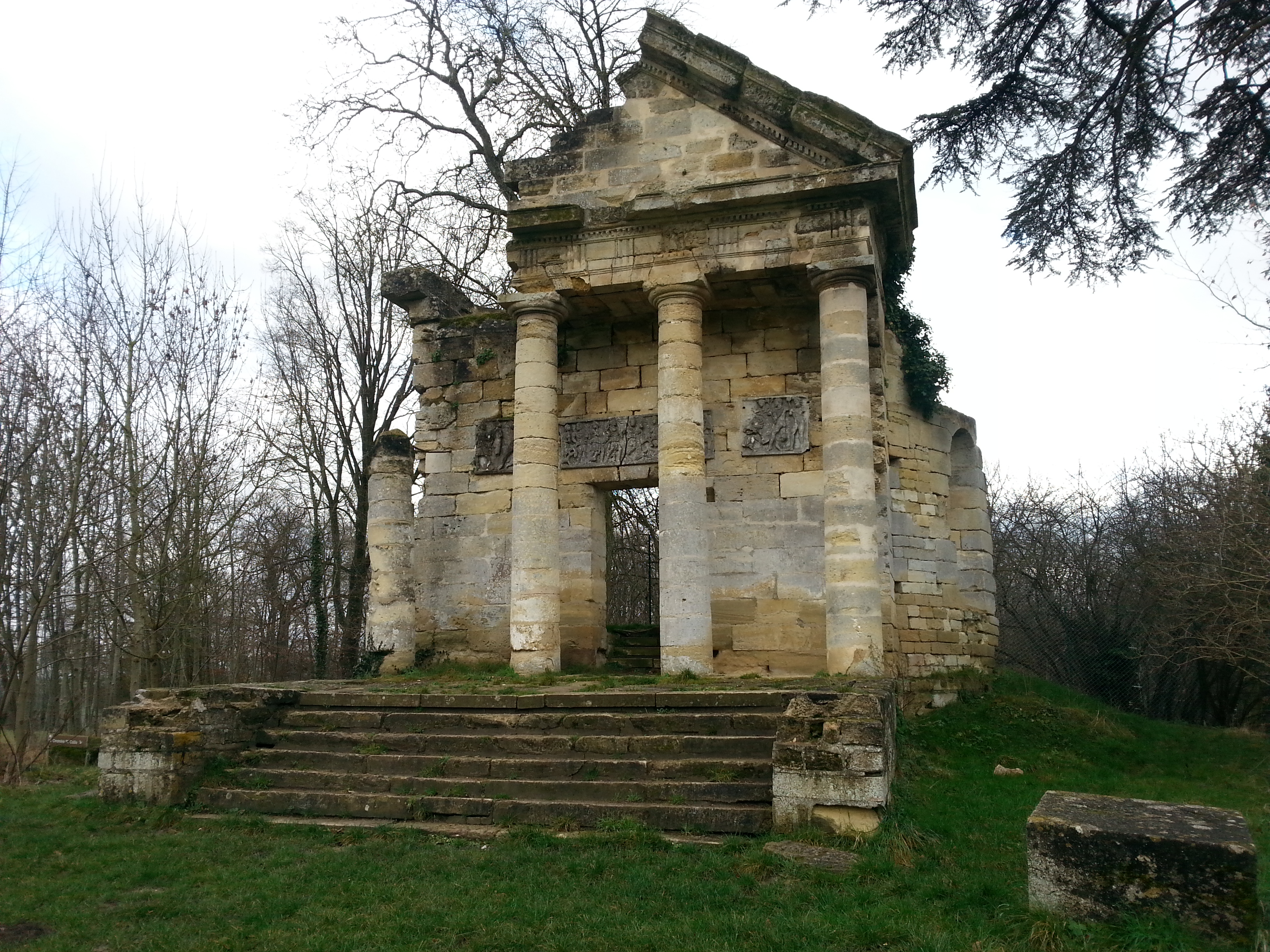
Vestige du temple dans le parc du château de Jambville.

### Lieux et monuments
Jambville compte plusieurs monuments historiques sur son territoire :
- L'église Notre-Dame, place Mgr Colson (inscrite aux monuments historiques par arrêté du 4 juin 1926, clocher et tympan roman classés par arrêté du 17 octobre 1938[33]).

C'est un petit édifice de plan rectangulaire, qui compte seulement dix travées, et remonte en partie au XIIe siècle. Remaniée à maintes reprises, elle est assez emblématique des petites églises rurales de la région, dont les différentes parties adoptent l'architecture recherchée des grands édifices contemporains, mais ne sont pas bâties avec la même rigueur, et présentent de nombreuses irrégularités. À part ceci, l'église Notre-Dame a subi des dégradations irréparables dans le passé. Tant à l'intérieur qu'à l'extérieur, la plupart des chapiteaux ont ainsi perdu leur sculpture, aucune fenêtre ne subsiste plus d'origine, et les élévations extérieures ont été si radicalement restaurées qu'elle ne conservent plus que de rares éléments authentiques. L'on peut notamment signaler un tympan roman quadrillé au nord de la nef. Sinon, le clocher octogonal roman et sa flèche de pierre gothique sont aujourd'hui les seuls éléments dignes d'intérêt à l'extérieur. À l'intérieur, la nef et son collatéral voûté à la même hauteur forment un ensemble presque homogène de style gothique flamboyant. La base du clocher du milieu du XIIe siècle et son croisillon sud des années 1220 / 1230 sont d'un bel effet grâce à une habile restauration, qui gomme la mutilation des chapiteaux et les irrégularités grâce à la reconstitution de la polychromie architecturale dans le goût du Moyen Âge. La chapelle de la Vierge Marie, dans l'axe du croisillon, a été bâti en même temps que lui, et est assez bien préservé, tandis que le sanctuaire, dans l'axe de la base du clocher, n'a pas encore été restauré, et ne paraît pas à la hauteur de sa vocation,.
- Le château de Jambville, rue des Tilleuls (château et parc inscrits aux monuments historiques par arrêté du 22 décembre 1994, orangerie et communs inscrits par arrêté du 10 février 2010[36]).

Construit aux XVIIe et XVIIIe siècles sur les bases d'un château médiéval, il héberge depuis 1952 le centre national de formation des Scouts et Guides de France. Une allée bordée de 172 tilleuls du XIXe siècle conduit au château, entouré d'un parc de 52 hectares.
- Le Temple grec en ruines, au parc du château (inscrit aux monuments historiques par arrêté du 22 décembre 1994[36]) : construit vers 1775 par Étienne-Thomas de Maussion, propriétaire des lieux. Il s'agit d'une fabrique de jardin qui ornait le parc aménagé dans un style anglais. Il fut restauré dans les années 1970. Le fronton est orné d'un authentique couvercle de tombeau gaulois.

### Héraldique
| Blason de Jambville | Blason  | De gueules au sautoir d'or cantonné de quatre coquilles du même. |
| Blason de Jambville | Détails | Le statut officiel du blason reste à déterminer.                 |